# احمد علی فروغی ابری
احمد علی فروغی ابَری(متولد سال ۱۳۲۰ در اصفهان) استاد دانشگاه، رئیسِ پیشینِ دانشگاه آزاد اسلامی خوراسگان در سال ۱۳۶۶ شمسی بر اساس پیشنهاد مسئولین و مقامات استان به تأسیس دانشگاه آزاد اسلامی خوراسگان اقدام کرد و عضو هیئت مؤسس و هیئت امنای این دانشگاه می‌باشد. او به عنوان چهرهٔ ماندگار پایتخت فرهنگ و تمدن ایران اسلامی معرفی شد.

## زندگی‌نامه
احمد علی فروغی ابری در سال ۱۳۳۸ خورشیدی از دبیرستان هاتف اصفهان موفق به اخذ دیپلم متوسطه شد و با طی یک دورهٔ یکساله تربیت معلم در سال ۱۳۴۰ خورشیدی به استخدام آموزش و پرورش شهرستان اراک درآمد و ضمنِ ادامهٔ شغلِ معلمی در سال ۱۳۴۷ با شرکت در کنکور سراسری دانشگاه‌ها موفق به ورود به دانشگاه اصفهان در رشتهٔ روانشناسی و علوم تربیتی گردید و از همان سال به آموزش و پرورش اصفهان منتقل گردید تا ضمنِ ادامهٔ خدمتِ معلمی، تحصیلات دانشگاهی خود را نیز ادامه دهد و در سالِ ۱۳۵۱ موفق به گرفتنِ مدرکِ لیسانس گردید و بلافاصله با شرکت در یک دورهٔ یکساله در دانشگاهِ اصفهان و به‌عنوانِ دورهٔ مشاوره و گذراندنِ شانزده واحد دورهٔ مذکور را نیز با موفقیت به پایان رساند و پس از مدتِ ۱۴ سال خدمت بر اساس طرح فراخوانِ خدمت در دانشسرای تربیت دبیر فنی تازه‌تاسیسِ کرمان در سال ۱۳۵۵خورشیدی به آن شهرستان و با عنوانِ مدرسِ دانشسرای عالی منتقل می‌گردد و سپس بعلت علاقه وافر به ادامه تحصیل و کسب مدارج بالاتر به همراه تعدادی از همکاران واجدِ شرایط برای ادامهٔ تحصیل عازم کشور آمریکا شده و در سال ۱۳۶۱ با درجه دکتری در رشته برنامه‌ریزی آموزشی به ایران بازگشت و به علتِ اخذِ بورس از دانشگاه کرمان در آن دانشگاه آغاز به تدریس نمود و سپس در سال ۱۳۶۲ خورشیدی با موافقتِ دانشگاه اصفهان به اصفهان منتقل شد و تا کنون نیز به امر تدریس و تحقیق ادامه می‌دهد.

## تاسیسِ دانشگاهِ آزادِ اسلامی واحد اصفهان (خوراسگان)
در سال ۱۳۶۶ بر اساس پیشنهاد مسئولین و مقامات استان به تأسیس دانشگاه آزاد خوراسگان اقدام کرد و ۲۹ سال به عنوان با سابقه‌ترین رئیس دانشگاه آزاد اسلامی خدمت نمود. احمد علی فروغی در تاریخ ۲۹ خردادماه ۱۳۹۵ طی نامه‌ای به حمید میرزاده استعفای خود را از سمت ریاست دانشگاه آزاد اسلامی واحد اصفهان (خوراسگان) اعلام کرد. پس از این استعفا و با پیشنهادِ وی به سازمانِ مرکزی، پیام نجفی طی حکمی سرپرست موقت دانشگاه آزاد واحد اصفهان (خوراسگان) شد. پس از چندی، حمید میرزاده رئیس دانشگاه آزاد اسلامی در حکمی سید محمد امیری محمدآبادی را به عنوان سرپرست دانشگاه آزاد اسلامی واحد اصفهان (خوراسگان) و دانشگاه آزاد اسلامی استان اصفهان منصوب نمود. احمدعلی فروغی ابری مدیرمسئولی دو مجلهٔ علمی و پژوهشی در دانشگاه آزاد اسلامی اصفهان با نامِ دانش و پژوهش در علوم تربیتی و دانش و پژوهش در روانشناسی را بر عهده دارد.